# Hanns Bauer (Archivar)
Hanns Bauer (* 5. März 1886 in Freiburg/Br.; † 10. März 1945 in Waldenburg/Sachsen) war ein deutscher Historiker, Bibliothekar und Archivar.

## Wirken
Nach seiner Reifeprüfung am Gymnasium in Eschwege studierte Hanns Bauer Geschichte, Rechtswissenschaft und Staatswissenschaft an den Universitäten in Marburg/L., München, Königsberg und Heidelberg. An der Universität Heidelberg promovierte er 1912 mit einer von Albert Werminghoff an der Universität Königsberg angeregten Dissertation. Von 1914 bis 1918 war Bauer Soldat im Ersten Weltkrieg. 1919/20 arbeitete er als Lektor bei Verlag Julius Perthes in Gotha. Seine bibliothekarische Tätigkeit begann 1920 als wissenschaftlicher Hilfsarbeiter an der Stadtbücherei Stettin. 1921 arbeitete er an der Stadtbücherei Frankfurt/Oder, 1922 an der Preußischen Staatsbibliothek und bis 1926 an der Stadtbibliothek Danzig. Im Jahre 1926 wurde Bauer Direktor der Stadtbibliothek Elbing und zugleich Stadtarchivar von Elbing. Bauer beschäftigte sich wissenschaftlich mit der Geschichte Altpreußens sowie der Städte Danzigs und Elbings.

## Schriften (Auswahl)
- Das Recht der ersten Bitte bei den deutschen Königen bis auf Karl IV. (= Kirchenrechtliche Abhandlungen, Bd. 94). Enke, Stuttgart 1919 (Dissertation Universität Heidelberg) (Digitalisat).
- (Hrsg.): Danzigs Handel in Vergangenheit und Gegenwart. Danzig 1925.
- Junker Hans von Petersberg. Ein Danziger Abenteurer am Rhein im 16. Jahrhundert. Kafemann, Danzig 1928.
- Alt-Elbinger Stammbücher in der Stadtbücherei. In: Elbinger Jahrbuch, Jg. 1929, H. 8, S. 152–204.
- Bildungs- und Bibliothekswesen im Ordenslande Preußen. In: Zentralblatt für Bibliothekswesen, Bd. 47 (1929), S. 391–406.
- Altpreußen, eine Lebenseinheit – trotz Versailles. Saunier Elbing 1932.
- (Hrsg.): Das Frische Haff und die Frische Nehrung. Vom Wesen und Werden einer altpreußischen Landschaft. Gräfe & Unzer, Königsberg 1933.
- (Hrsg.): Festschrift Bruno Ehrlich zum 70. Geburtstag dargebracht (= Elbinger Jahrbuch, Bd. 15). Elbinger Altertumsgesellschaft, Elbing 1938.